# Hombori Tondo
Hombori Tondo – szczyt w Regionie Mopti, w Mali, blisko granicy z Burkina Faso. Jest to najwyższy szczyt tego państwa. Jest to ważne stanowisko archeologiczne. Znajdują się tam ślady osadnictwa sprzed 2000 lat. Niedaleko góry znajduje się wieś Hombori.